# Ramicephala sphaerospora
Ramicephala sphaerospora är en svampart som beskrevs av Voglmayr & G. Delgado 2003. Ramicephala sphaerospora ingår i släktet Ramicephala, divisionen sporsäcksvampar och riket svampar.   Inga underarter finns listade i Catalogue of Life.